# Гамильтон, Джеймс, 5-й герцог Гамильтон
Джеймс Дуглас-Гамильтон (5 января 1703 — 2 марта 1743) — шотландский аристократ и пэр, 5-й герцог Гамильтон и 2-й герцог Брендон (1712—1743).

## Биография
Старший сын Джеймса Дугласа-Гамильтона (1658—1712), 4-го герцога Гамильтона (1698—1712) и 1-го герцога Брендона (1711—1712), и Элизабет Джеральд (ок. 1680—1743/1744), дочери Дигби Джеральда (1662—1684), 5-го барона Джеральда (1667—1684), и леди Элизабет Джеральд (ок. 1659—1699/1700).
Получил образование в Винчестерском колледже (1716—1717), затем учился в колледже Крайст-Чёрч в Оксфорде, который закончил 6 июня 1719 года.
В ноябре 1712 года после смерти своего отца Джеймс Дуглас-Гамильтон унаследовал титулы герцогов Гамильтона и Брендона.
В 1724 году герцог Джеймс Гамильтон носил чин генерала, в 1727—1733 годах был верховным лордом-камергером. Герцог считался нелояльным к Ганноверской династии и колебался между якобитами и сторонниками короля.

## Семья и дети
Был трижды женат. 14 февраля (День Святого Валентина) 1723 года Джеймс Гамильтон женился первым браком на леди Энн Кокрейн (1706—1724), дочери Джона Кэмпбелла Кокрейна (1687—1720), 4-го графа Дандональда (1705—1720), и Анны Мюррей (ум. 1710). У них родился единственный сын:
- Джеймс Гамильтон (1724—1758), 6-й герцог Гамильтон и 3-й герцог Брендон

После родов его первая жена Энн Кокрейн скончалась 14 августа 1724 года, а через месяц герцог вторично женился на Элизабет Странгвейс, дочери Томаса Странгвейса, но она умерла бездетной 3 ноября 1729 года.
21 августа 1737 года герцог в третий раз женился на Энн Спенсер (1720—1771), дочери Эдварда Спенсера. Их дети:
- леди Энн Гамильтон (1738—1780)
- Арчибальд Гамильтон (1740—1819), 9-й герцог Гамильтон
- лорд Спенсер Гамильтон (1742—1791)

2 марта 1743 года 40-летний Джеймс Гамильтон скончался в Бате от желтухи и паралича.
24 декабря 1751 года его вдова Энн Гамильтон вторично вышла замуж за Ричарда Сэвиджа Нассау (1723—1780) и имела от него троих детей.